# The Ones Who Walk Away from Omelas
"The Ones Who Walk Away from Omelas" (traduzido no Brasil como "Os que se afastam de Omelas") é um conto de literatura fantástica de Ursula K. Le Guin, incluído em sua coletânea de contos The Wind's Twelve Quarters, que ganhou o Prémio Hugo de Melhor Conto em 1974. Se por um lado o conto possui uma trama, por outro a descrição dos personagens é vaga e abstrata, com a cidade fictícia de Omelas tomando o papel principal da narrativa.
Omelas era uma cidade muito feliz pelo seu povo, mas omelas tinha um segredo.

## Sumário da trama
No conto, Omelas é uma cidade utópica de felicidade e deleite, cujos habitantes são inteligentes e cultos. Tudo em Omelas é agradável, exceto pelo terrível segredo da cidade: a boa aventurança de todos na cidade exige que uma única criança seja mantida infeliz, presa na sujeira, escuridão e miséria, e que todos os seus cidadãos descubram isso quando tiverem idade para compreender, normalmente entre os oito e os doze anos.
Após descobrirem a verdade sobre a criança, a maioria das pessoas em Omelas fica inicialmente chocada e enojada, mas acaba por concluir que se a criança fosse libertada e levada à luz do Sol, toda a prosperidade, beleza e deleite da cidade seria destruída. Entretanto, alguns cidadãos, homens ou mulheres, jovens ou velhos, resolvem silenciosamente sair da cidade, se afastando para longe de Omelas, e ninguém sabe para onde vão. O conto termina com a frase: 
"Eles vão em frente. Eles deixam Omelas. Eles andam adiante na escuridão, e eles não voltam. O lugar para onde vão é um lugar ainda menos imaginável para nós que a cidade da felicidade. Eu realmente não posso descrevê-lo. É possível que não exista. Mas eles parecem saber para onde estão indo, aqueles que se afastam de Omelas."

## Análise do conto
Pela profundidade do dilema ético que coloca, o conto mereceu análises sob o prisma da Sociologia e da Filosofia (Ética).
Traduzido no Brasil por Ivan Carlos Regina, com o título de "Os que se afastam de Omelas", o conto foi incluído na antologia Rumo à Fantasia (2009). Foi classificado pelo canadense Peter Fitting não como uma distopia mas como uma anti- utopia, ou seja, uma obra que rejeita a ideia de utopia.
O autor português de ficção científica e fantástico Luís Filipe Silva sugeriu que a cidade de Omelas teria mais a aprender se a criança sofredora, quando morta, fosse substituída por outra, e assim cada família poderia ter uma criança que pudesse ser a próxima. Ele comentou os limites da solidariedade humana: “a capacidade humana para a empatia pelo sofrimento dos outros só chega a determinado ponto; a partir daí os velhos mecanismos de sobrevivência passam a funcionar, e o pensamento normal é antes ele do que eu“.